# کوویالدین

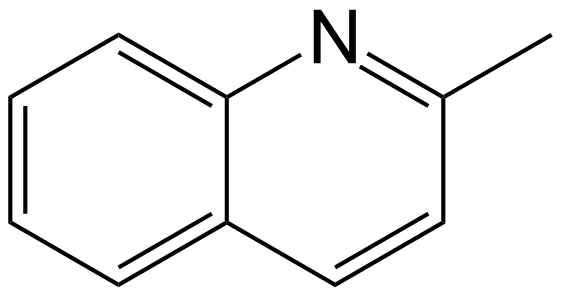
فرمول ساختاری کوویالدین

کوویالدین (به انگلیسی: Quinaldine) با فرمول شیمیایی C10H9N یک ترکیب شیمیایی با شناسه پاب‌کم 7060 است. که جرم مولی آن 143.19 g/mol می‌باشد. شکل ظاهری این ترکیب، مایع شفاف روغنی زرد است.